# Mecad
Mecad neboli Asfar (hebrejsky מיצד nebo אספר, podle místního jména Chirbat Za'fran a podle biblické lokality z 1. knihy Makabejské 9,33- „utábořili se u vodní nádrže Asfaru“, lokalita Mecad se objevuje v biblických Knihách kronik., v oficiálním přepisu do angličtiny Asfar, přepisováno též Asefar, Metzad, Meitzad nebo Mezad) je izraelská osada typu společná osada (jišuv kehilati) na Západním břehu Jordánu v distriktu Judea a Samaří a v Oblastní radě Guš Ecion.

## Geografie
Nachází se v nadmořské výšce 940 metrů v severní části Judska a ve východní části Judských hor, cca 13 kilometrů jižně od města Betlém, cca 22 kilometrů jižně od historického jádra Jeruzalému a cca 67 kilometrů jihovýchodně od centra Tel Avivu. Osada je na dopravní síť Západního břehu Jordánu napojena pomocí lokální silnice číslo 3670, která na severu ústí do lokální silnice 356, jež vede k dalším izraelským obcích v tomto regionu a umožňuje napojení na aglomeraci Jeruzalému.
Je součástí rozptýlené sítě menších izraelských sídel v oblasti východního Guš Ecion. Směrem na východ začíná prakticky neobydlená krajina Judské pouště, zatímco na západní straně se rozkládá pás hustého palestinského osídlení.

## Dějiny
Mecad byl založen v roce 1983. Leží v oblasti Západního břehu Jordánu dobytého izraelskou armádou v roce 1967.
V srpnu 1983 na tomto místě vznikla osada typu Nachal tedy kombinace vojenského a civilního sídla zvaná Nachal Mecad (Nahal Metzad). Už 5. října 1983 souhlasila izraelská vláda s její budoucí proměnou na ryze civilní. Výhledově měla umožnit usídlení 250 rodin s tím, že v 1. fázi se sem mělo nastěhovat 40 rodin. 10. června 1984 pak vláda skutečně rozhodla o založení civilní obce, která měla být umístěna vedle stávající osady Nachal. Na vzniku vesnice se podílela organizace Po'alej Agudat Jisra'el.
V první fázi nevedla k vesnici vyasfaltovaná silnice, vodu přivážela cisterna a elektřinu zajišťoval generátor. První vlna zástavby spočívala v 60 mobilních karavanech, které sloužily jako obytné i veřejné budovy. V roce 1992 začala výstavba první skupiny 25 zděných domů. Součástí obce je i nadále malá vojenská základna, pozůstatek původního sídla Nachal. V roce 1999 došlo k otevření nové synagogy. V roce 2001 pak byl zprovozněn kolel, tedy instituce pro vyšší náboženské vzdělání. V obci také působí dvě ješivy, a to Ješivat Mecudat David a Ješivat Tora u-Briut. Druhá z nich kombinuje židovskou věrouku s alternativní medicínou. Na náboženský život v obci má vliv jeruzalémská ješiva na hoře Cijon (Har Zion). V obci je rovněž k dispozici předškolní péče o děti. Ve vesnici byl již vyčleněn pozemek na zamýšlenou výstavbu základní školy.
Územní plán umožňuje výhledově zbudovat 170 bytových jednotek (zatím realizováno jen zčásti) a v 2. fázi dokonce dalších 330 bytů (realizováno jich jen cca 40). V roce 1992 vznikla necelý jeden kilometr severovýchodně od stávající obce izolovaná skupina zástavba nazvaná Pnej Kedem, která původně tvořila jen čtvrť osady Kedem, ale v současnosti již jde o fakticky samostatnou obec.
Počátkem 21. století nebyl Mecad pro svou polohu hluboko ve vnitrozemí Západního břehu Jordánu stejně jako téměř celá oblast východního Guš Ecion zahrnut do bezpečnostní bariéry.

## Demografie
Obyvatelstvo Mecad je v databázi rady Ješa popisováno jako sestávající z ultraortodoxních ale zároveň sionisticky orientovaných Židů. Velkou část obyvatel tvoří přistěhovalci ze zemí jako je Jihoafrická republika, Francie, Velká Británie a zejména USA, kteří se potkali během studií na jeruzalémské ješivě na Har Cijon (Har Zion).
Podle údajů z roku 2014 tvořili naprostou většinu obyvatel Židé (včetně statistické kategorie "ostatní", která zahrnuje nearabské obyvatele židovského původu ale bez formální příslušnosti k židovskému náboženství).
Jde o menší obec vesnického typu, která se dlouhodobě potýkala s demografickou stagnací a během druhé intifády dokonce s drastickým poklesem. K 31. prosinci 2014 zde žilo 535 lidí. Během roku 2014 populace stoupla o 4,9 %. Do tohoto počtu jsou ovšem zahrnuti i obyvatelé sousední osady Pnej Kedem, která je formálně a z hlediska statistických šetření stále považována za pouhou součást vesnice Mecad.
| Rok            | 1992 | 1993 | 1994 | 1995 | 1996 | 1997 | 1998 | 1999 | 2000 |
| -------------- | ---- | ---- | ---- | ---- | ---- | ---- | ---- | ---- | ---- |
| Počet obyvatel | 237  | 286  | 299  | 292  | 329  | 356  | 368  | 356  | 361  |

| Rok            | 2001 | 2002 | 2003 | 2004 | 2005 | 2006 | 2007 | 2008 | 2009 | 2010 | 2011 | 2012 | 2013 | 2014 |
| -------------- | ---- | ---- | ---- | ---- | ---- | ---- | ---- | ---- | ---- | ---- | ---- | ---- | ---- | ---- |
| Počet obyvatel | 308  | 218  | 232  | 275  | 258  | 257  | 263  | 253  | 377  | 401  | 410  | 469  | 510  | 535  |